# Ludovico Geymonat
Ludovico Geymonat (11 de mayo de 1908. Turín- 29 de noviembre de 1991, Rho) fue uno de los filósofos italianos más prestigiosos del siglo XX,[cita requerida] profesor de la Universidad de Milán.
Dos de sus obras más famosas son: Storia della filosofia y Storia del pensiero filosofico. La primera obra (Historia de la Filosofía) trata el contexto cultural con mayor detalle, mientras que en la segunda amplía la información sobre historia de la ciencia. La edición en español, de acuerdo con el autor, unificó ambas en un único texto, ampliando la información sobre filósofos hispánicos y reduciendo la de los italianos. (editado en castellano bajo el título "Historia del Pensamiento filosófico y Científico" por la editorial Ariel, Barcelona).

## Su pensamiento
Geymonat tenía un estilo de pensamiento racionalista. Su obra se puede encuadrar en la corriente del neopositivismo que revisó en la óptica de la tradición marxista. A lo largo de su vida tuvo varios contactos con el Círculo de Viena.
A él se debe la introducción en Italia de las obras de la epistemología de Karl Popper y de sus críticos, como  Thomas Kuhn.
En la evolución de su pensamiento se pueden trazar dos etapas: en la primera, profundiza temas típicos del neopositivismo, y en la segunda pretende analizar la realidad objetiva y para ello utiliza los conceptos característicos del materialismo dialéctico.
Es original su interpretación del concepto matemático de Galileo Galilei como una herramienta de interpretación de la realidad.
Es notable su trabajo de difusión del pensamiento científico. Su manual de historia de la filosofía para escuelas secundarias fue adoptado ampliamente.
Desde el punto de vista Político, estuvo próximo al Partido Comunista Italiano, del cual se alejó para afiliarse a la Democracia Proletaria y, posteriormente, a los movimientos que dieron origen al Partido de la Refundación Comunista.
Como matemático ha hecho algunas investigaciones sobre el teorema de Picard y sobre el teorema de Carathéodory para las funciones armónicas. También se ocupó los fundamentos de la probabilidad.
Fue un promotor constante y divulgador de las iniciativas relacionadas con la filosofía de la ciencia, incluso para lo que se refiere a las ciencias aplicadas

### El neoilluminismo
En su obra Saggi di filosofia neorazionalistica  (Ensayos de filosofía neorazionalistica) de 1953, Geymonat explicó que una investigación efectiva de la realidad, podría llevarse a cabo sólo a través del instrumento de razón no dogmática. Para ello, el autor propone despojar la racionalidad de cada verdad y cada sistema de referencia absoluto.
El neoilluminismo, dirigido por Nicola Abbagnano y la participación de numerosos otros intelectuales italianos, representó para Geymonat el nuevo curso del racionalismo, que habría debido recoger los métodos y los resultados de las últimas investigaciones científicas,
persiguiendo un doble objetivo: por un lado la humanización de la ciencia y la concretización de la filosofía, y por otro lado la utilización de un enfoque
historicista en lugar del enfoque  metafísico. Historicista en el sentido de un análisis libre de prejuicios y preconceptos de la historia y de la estructura del modelo científico.

## Obras
- Il problema della conoscenza nel positivismo, Bocca, Torino 1931
- La nuova filosofia della natura in Germania, Bocca, Torino 1934
- Studi per un nuovo razionalismo, Chiantore, Torino 1945
- Saggi di filosofia neorazionalistica, Einaudi, Torino 1953
- Galileo Galilei, Einaudi, Torino 1957, ISBN 8806042831
- Filosofia e filosofia della scienza, Feltrinelli, Milano 1960 ISBN 8807850540. (1965). Filosofía y filosofía de la ciencia. Barcelona. Editorial Labor.
- Filosofia e pedagogía nella storia della civiltà, con Renato Tisato, Garzanti, Milano 1965, 3 voll. ISBN 8811043204, 1965
- Attualità del materialismo dialettico, con Enrico Bellone, Giulio Giorello e Silvano Tagliagambe, Editori Riuniti, Roma 1974 ISBN 8835906261
- Scienza e realismo, Feltrinelli, Milano 1977 ISBN 8807650177
- Filosofia della probabilità, con Domenico Costantini, Feltrinelli, Milano 1982 ISBN 8807650231,
- Riflessioni critiche su Kuhn e Popper, Dedalo, Bari 1983 ISBN 8822038010
- Lineamenti di filosofia della scienza, Mondadori, Milano 1985, nuova edizione con una Postfazione e un aggiornamento della bibliografia di Fabio Minazzi, Utet, Torino 2006 ISBN 8804269715,
- Le ragioni della scienza, con Giorello e Minazzi, Laterza, Roma-Bari 1986 ISBN 8842027677,
- Storia del pensiero filosofico e scientifico, Garzanti, Milano 1970-1976, 7 voll. ISBN 8811250412,
- La libertà, Rusconi, Milano 1988 ISBN 88-18-01036-0
- La società come milizia, a cura di Fabio Minazzi, Marcos y Marcos 1989 ISBN 8871680022, nuova edizione La civiltà come milizia, a cura di Fabio Minazzi, La Città del Sole, Napoli 2008
- I sentimenti, Rusconi, Milano 1989 ISBN 8818010557
- Filosofia, scienza e verità, con Evandro Agazzi e Fabio Minazzi, Rusconi, Milano 1989 ISBN 8818010573,
- La Vienna dei paradossi. Controversie filosofiche e scientifiche nel Wiener Kreis, a cura di Mario Quaranta, il poligrafo, Padova 1991 ISBN 8871150171
- Dialoghi sulla pace e la libertà, con Fabio Minazzi, Cuen, Napoli 1992
- La ragione, con Fabio Minazzi e Carlo Sini, Piemme, Casale Monferrato 1994